# ボーモル・オーツ税
ボーモル・オーツ税（ボーモル・オーツぜい、Baumol Oates tax）は、1971年に、ウィリアム・ボーモルとウォーレス・オーツによって提案された環境税の一つである。

## 概要
環境税のうちピグー税は、CO2や環境汚染物質などから生じる経済損失（温暖化や公害など）を考慮しないで生産消費活動をしている時、排出者は対策コストを払っていない状態である。外部費用や外部不経済と呼ばれるこのコストを、税金という形で排出者に支払わせることで、このコストを考慮した生産消費活動をさせる（外部不経済の内部化）ことを提案した。
しかし、ピグー税が行おうとするこの外部不経済の内部化において、正確な外部削減費用の関数の推定は事実上不可能であり、現実的な実行はできなかった。ボーモル・オーツ税は、ピグー税の経済手法が「削減目標の最少費用での達成」に使用することが可能であることを提案し証明したものである。
正確な外部費用が見積もれないため、課税によって達成された水準と目標水準によって税率を上下させ、目標水準を達成する税率を探すという方法をとることで、最終的に適正な税率が達成される。